# Bolesław Piasecki

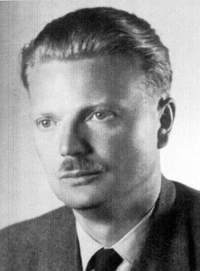
Bolesław Piasecki

Bolesław Bogdan Piasecki (* 18. Februar 1915 in Łódź, Russisches Kaiserreich; † 1. Januar 1979 in Warschau; Pseudonyme Leon Całka und Sablewski) war ein polnischer Politiker, Anwalt und Offizier.

## Leben
Geboren in einer Beamtenfamilie (sein Vater war Agronom), begann er 1927 den Besuch des Gymnasiums Jan Zamoyski in Warschau und legte im Mai 1931 das Abitur ab. Das Jurastudium an der Universität Warschau beendete er 1935. Während des Studiums war er Leiter der Akademischen Abteilung Großpolen und wirkte mit in der Jugendorganisation der Volkspartei (Stronnictwo Narodowe). Er war einer der Gründer des Nationalradikalen Lagers (ONR) und nach dessen Spaltung Vorsitzender der Nationalradikalen Bewegung Falange. Nach der Ermordung des Ministers Bronisław Pieracki durch einen ukrainischen Nationalisten wurde er in der Nacht vom 15. auf den 16. Juni 1934 verhaftet und im Lager in Bereza Kartuska (heute Belarus) interniert. Nach der Freilassung (im September 1934) führte er die illegalisierte RNR-Falange. Im September 1939 leitete er im Verteidigungskrieg als Zugführer eine Abteilung der Motorisierten Warschauer Panzer-Brigade.
1939 bis April 1940 war er Gefangener der Gestapo. Seine Freilassung erfolgte als die italienische Faschistin Luciana Frassati, eine Bekannte des Grafen Ciano, Mussolini um eine Intervention bei Hitler bat. Piasecki ging danach zu Untergrund-Tätigkeit über. Er war Mitglied des Widerstands, Gründer und Vorsitzender der Geheimorganisation Nationale Konföderation (KN), die sich ab Mai 1943 32 Scharmützel mit den Deutschen lieferte, und nach der Zusammenlegung mit der Heimatarmee AK im Range eines Oberleutnants Befehlshaber des 3. Bataillons des 77. Infanterie-Regiments der AK in den Kämpfen bei Nawahradak. Er entging einer Internierung in der Zeit der Aktion „Burza“ – nach der Rückkehr nach Zentralpolen setzte er seine Teilnahme an der Konspiration fort, diesmal gegen das Lubliner Komitee (PKWN). Seit dem 12. November 1944 war er Gefangener der Sowjets. Wiederholte Male wurde er durch den NKWD-General Iwan Alexandrowitsch Serow verhört. In einem Brief an Serow erklärte er seine Unterstützung für gesellschaftliche Reformen – eine Agrarreform und die Nationalisierung der Industrie – und erklärte sich bereit zur Bildung einer bewaffneten Untergrund-Volksbewegung. Er beschrieb auch seinen Lebensweg – Teilnahme an der Anti-Sanacja-Bewegung, das Lager in Bereza, die Arrestierung durch die Gestapo, Konspiration und den Anti-Hitler-Partisanen. Im Jahr 1945 wurde er freigelassen und nach einer Vorstellung bei polnischen Kommunisten in einem Treffen mit Władysław Gomułka erlangte er das Einverständnis zur Herausgabe einer Zeitschrift.
Nach dem Krieg war er Mitgründer und leitete die sogenannte gesellschaftlich fortschrittliche Bewegung weltlicher Katholiken, konzentriert um die Zeitung „Dziś i Jutro“ („Heute und Morgen“). 1952 war er Gründer der Vereinigung PAX und bis an sein Lebensende ihr Vorstands-Vorsitzender. Er war Abgeordneter im Sejm ab 1965 (zugleich Vorsitzender der Runde der PAX-Abgeordneten). In den Jahren 1971–1979 war er Mitglied der „Rada Państwa“ (dt. „Staatsrat“). 1956 war er einige Monate Vorsitzender des Präsidiums des Komitees der Allpolnischen Nationalen Front. 1968 – zusammen mit der gesamten PAX – unterstützte er die antisemitische und Anti-Intelligenz-Hetze, die von einer Partei-Fraktion Mieczysław Moczars geführt wurde und Folge der März-Unruhen 1968 war.
1957 erlebte er eine große persönliche Tragödie: Sein 16-jähriger Sohn Bohdan, Lyzeum-Schüler, wurde entführt und grausam umgebracht. Die Verantwortlichen dieses Verbrechens wurden niemals ermittelt und bestraft, trotz der Bemühungen des Vaters.
Bolesław Piasecki starb nach schwerer Krankheit am 1. Januar 1979.
Piasecki war zweimal verheiratet: das erste Mal mit Halina Kopeć, einer Soldatin der Heimatarmee AK, die während des Warschauer Aufstands starb – mit ihr hatte er zwei Kinder. Zum zweiten Mal mit Barbara Kolendo, einem Mitglied der KN, mit der er fünf Kinder hatte.
Er wählte persönlich als Patronin seiner Schriften die Zeitschrift „Ojczyzna“, redigiert durch das frühere PAX-Mitglied Bogusław Jeznach.
Piaseckis Buch Zagadnienia Istotne (dt.: Problem des Wesentlichen) steht seit 1955, zusammen mit der PAX Zeitschrift Dziś i Jutro, auf dem Index verbotener Bücher. Piasecki hat die dort geäußerten Ansichten nie offiziell zurückgezogen, stellte jedoch das Buch vom Vertrieb zurück und ein Jahr später die Zeitschrift ein.
Er erhielt zwischen 1944 und 1969 verschiedene Orden und Ehrenzeichen, darunter einen Orden Virtuti Militari.